# Manduca sexta
Manduca sexta es una especie de Lepidoptera americana de la familia Sphingidae, conocida también como gusano del tabaco. Durante su estadio larval se alimenta de patata, tabaco, tomate y otras plantas de la familia Solanaceae y durante su estado adulto consume néctar de algunas flores.
Es un insecto holometábolo comúnmente usado como organismo modelo en la neurobiología, debido a su sistema nervioso asequible, su corto ciclo de vida y a que es relativamente fácil de mantener en laboratorio. Los estadios larvales son los más usados debido a que es fácil hacer la disección y aislar los órganos.

## Metamorfosis
Su ciclo vital dura en total 30 a 50 días y comprende 5 estadios principales: huevo, larva, pre-pupa, pupa y adulto.
En el tránsito hacia el estadio de pupa, la larva sufre 5 mudas (ecdisis), con estadios intermedios. La larva pasa por un estado conocido como pre-pupa en donde el insecto disminuye de tamaño, para posteriormente hacer metamorfosis en pupa, estado en el que se mantendrá por 18 días aproximadamente, y en donde se formarán las principales estructuras que se encuentran en el adulto. Finalmente la pupa emerge como una polilla adulta.

## Galería

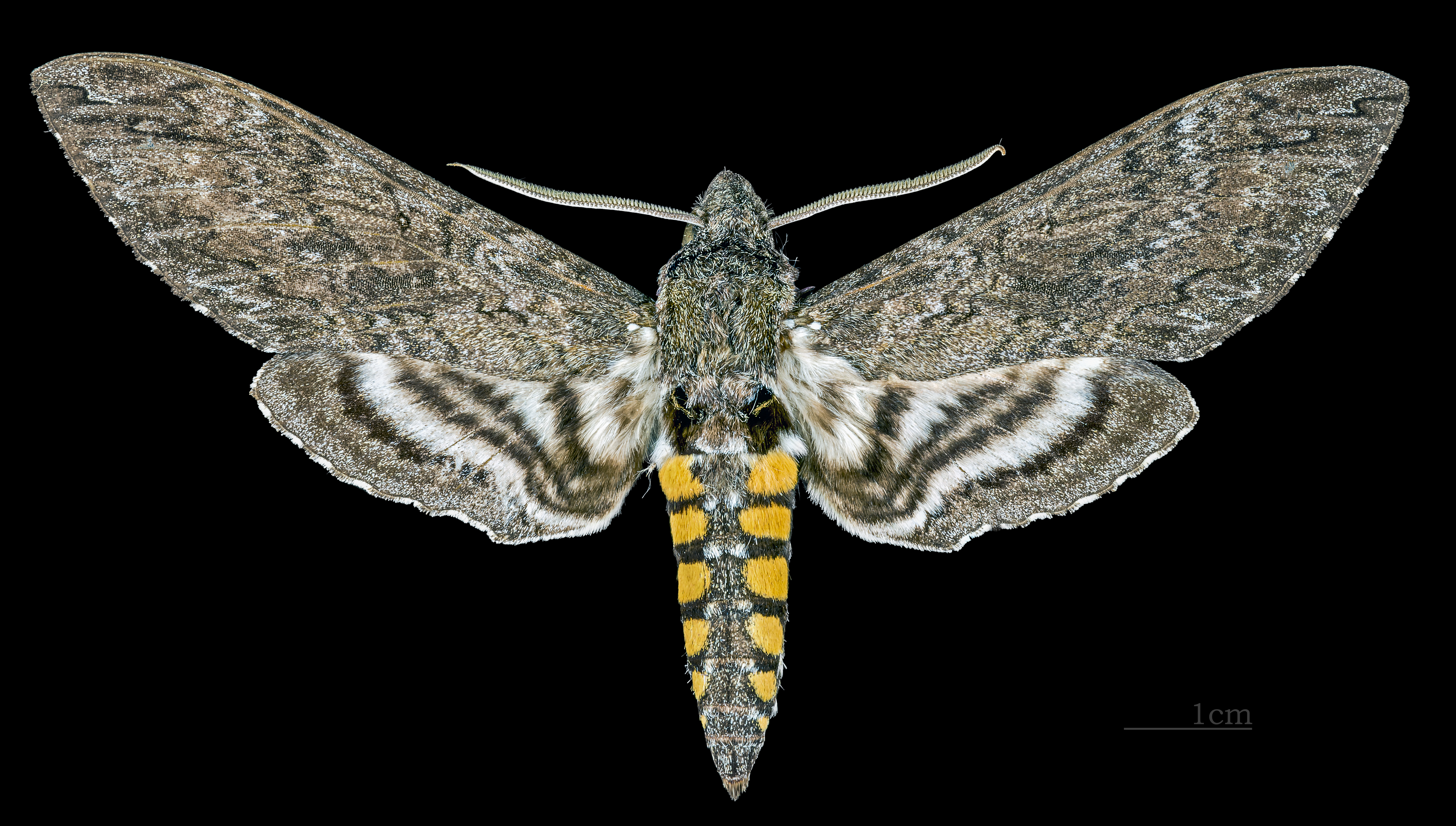
♂
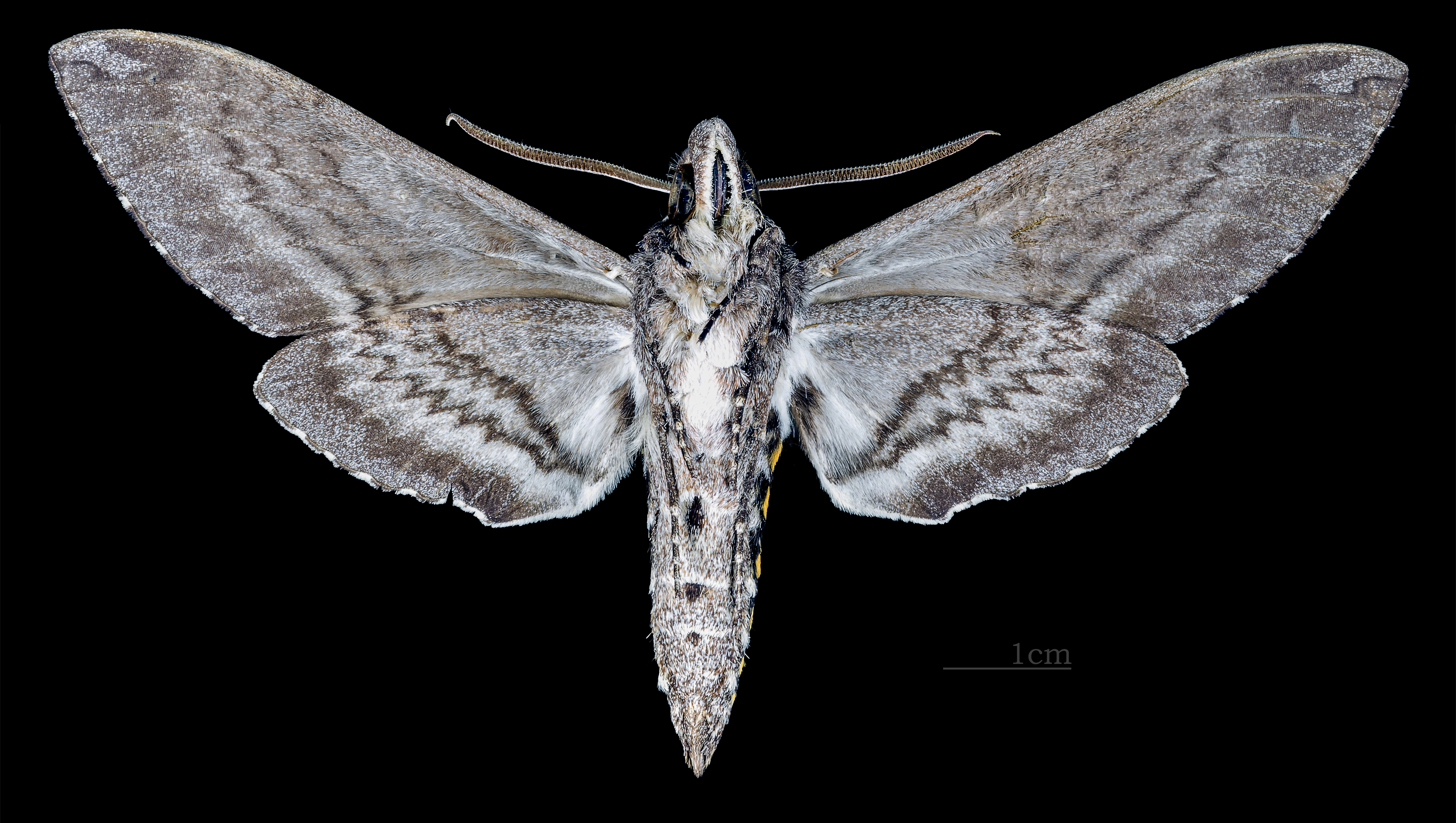
♂ △
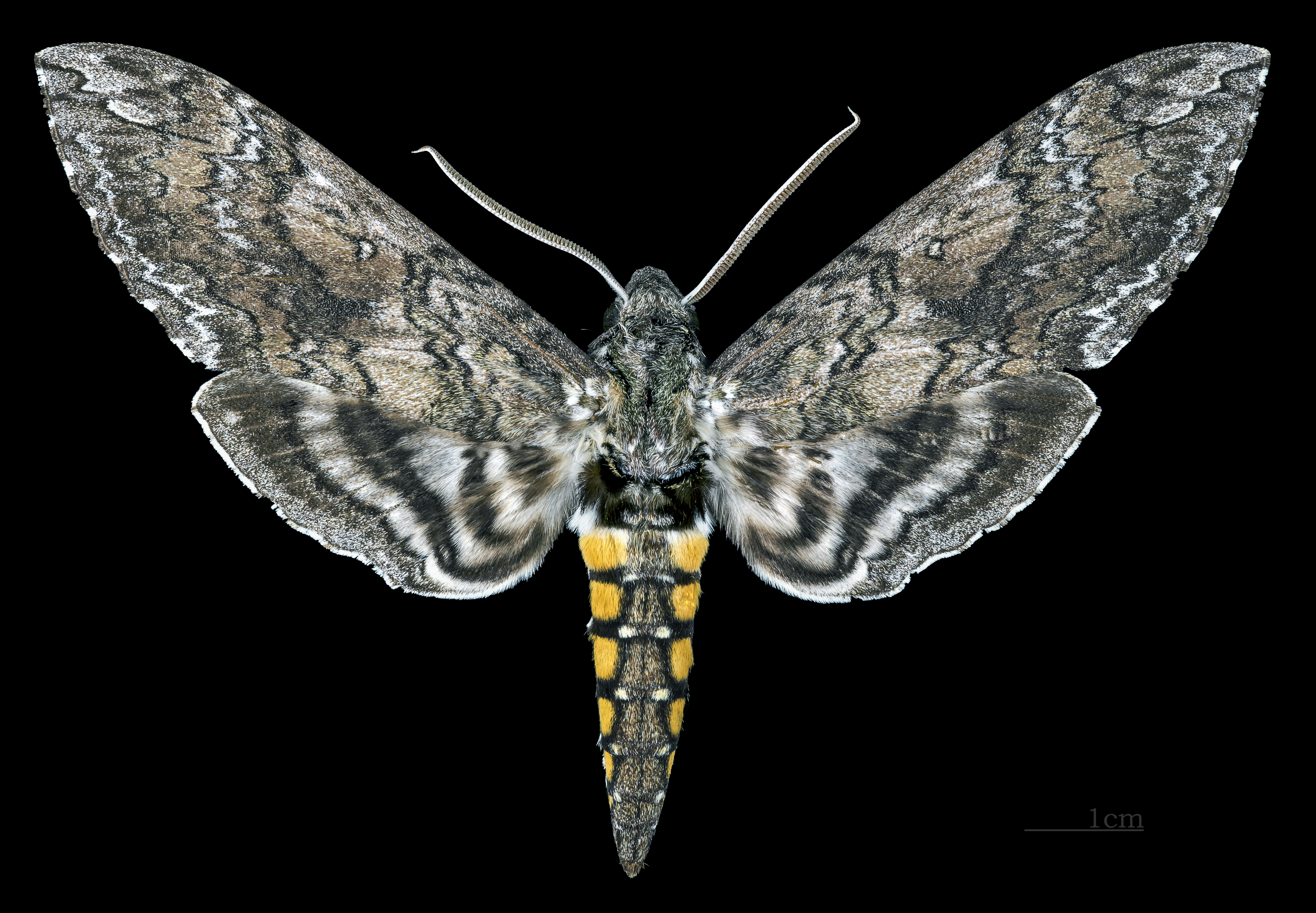
♀
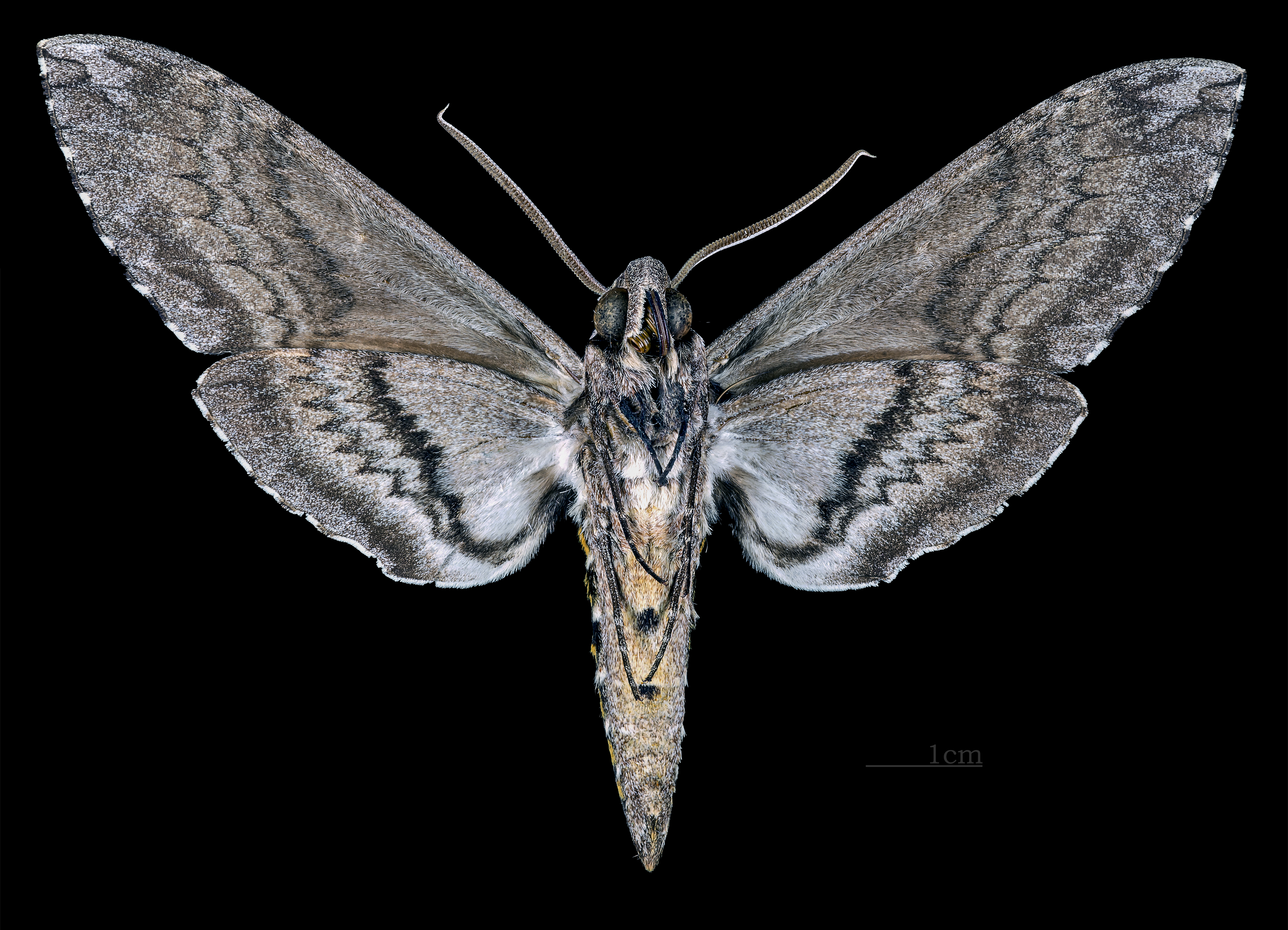
♀ △

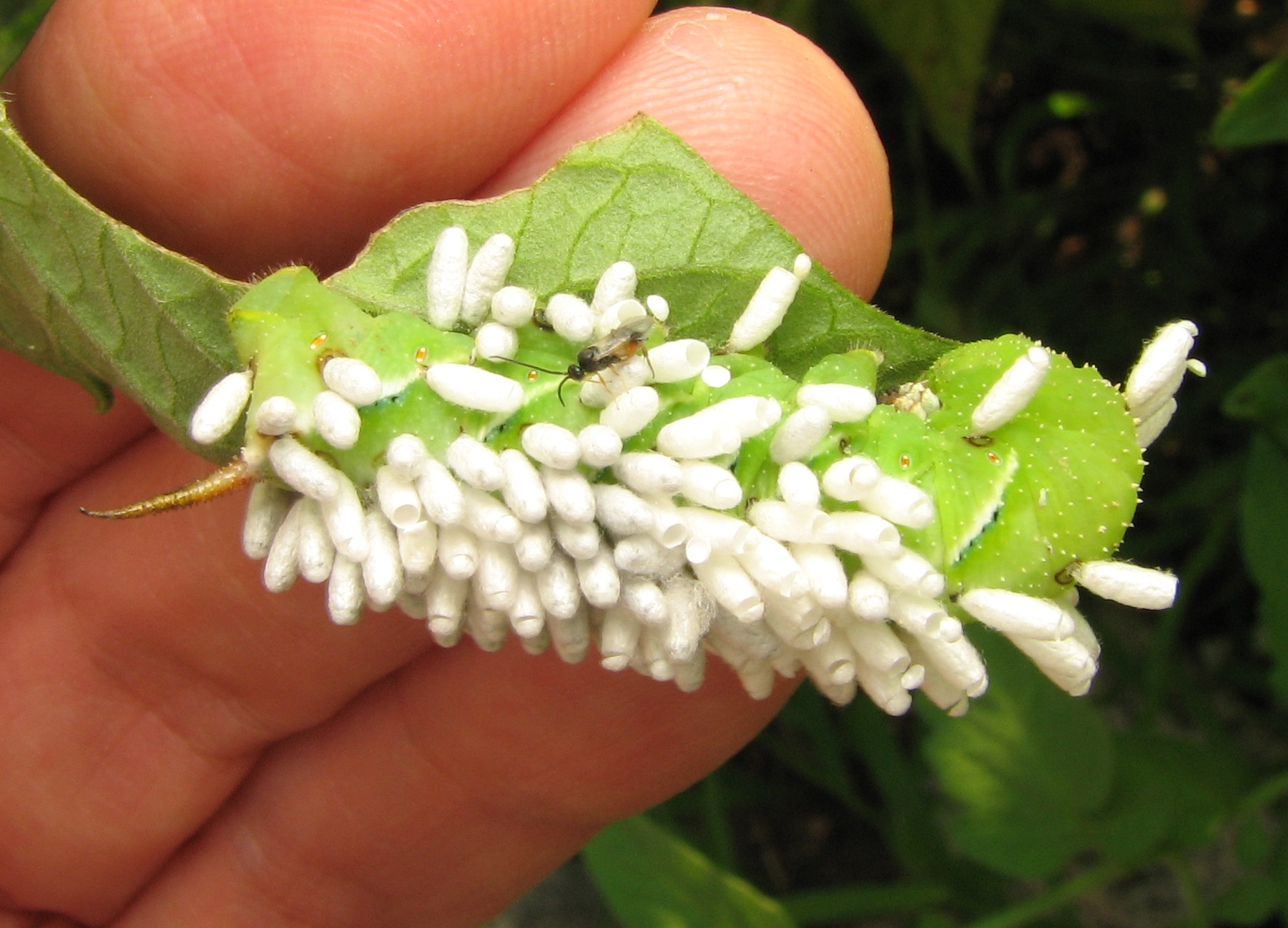
Oruga de Manduca sexta con capullos de la avispa parasitoide Cotesia congregata

Durante los estadios de larva se desarrollan los tejidos que finalmente tendrá el adulto. Se sabe que el crecimiento de los tejidos puede detenerse cuando hay una baja disponibilidad de alimento, por lo tanto, los efectos de la inanición en la larva se verán reflejados en el adulto de manera significativa. 
En el último estadio de la larva, el insecto debe tomar la decisión de iniciar la metamorfosis para transformarse en pupa o pasar por una nueva muda. Esta decisión depende del fotoperíodo y de las condiciones nutricionales en que se encuentre, más específicamente del efecto de estas últimas sobre la interacción hormonal. Las hormonas involucradas son la hormona protoracicotrópica (PTTH) producida en la glándula protorácica, la ecdisona (hormona encargada de la muda) y la hormona juvenil, producida en la corpora allata .

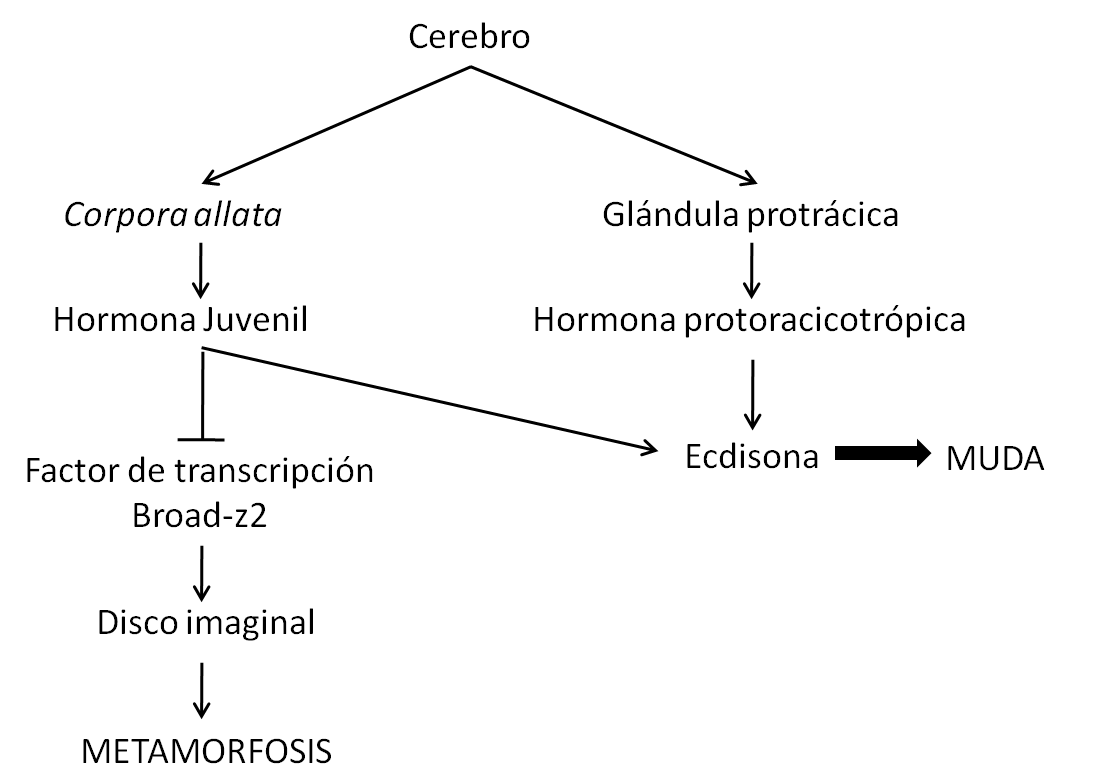
Situación general de la larva de Manduca sexta durante su último estadio. Se pueden tomar dos destinos basados en la disponibilidad de alimento.

Estudios previos de Truman y colaboradores de la Universidad de Washington y la Universidad de Southern Maine en los Estados Unidos de América han revelado la importancia de la nutrición larval en la metamorfosis de esta polilla para el desarrollo de las estructuras apendiculares y otros órganos del adulto (e.g. alas, patas, ojos). Se llegó a la conclusión que el desarrollo y crecimiento de estos órganos depende no solo de factores intrínsecos al organismo (e.g. genéticos) como morfógenos de acción local, sino que también factores extrínsecos desempeñan un rol importante. Como se mencionó anteriormente, la nutrición hace parte de estos factores extrínsecos y se relaciona con el desarrollo de los órganos del adulto por vía endocrina. Los dos tipos de factores no actúan de manera independiente, de hecho las interacciones entre los dos definen el proceso de metamorfosis y fenotipo final del individuo.
El efecto de dichos factores sobre el desarrollo de las estructuras previamente mencionadas se da a nivel de los discos imaginales. Estos discos son estructuras primordiales formadas por células epiteliales de diversos tipos, principalmente células imaginales que están determinadas pero indiferenciadas y formarán en un estadio más avanzado un ojo, una pata o un ala.

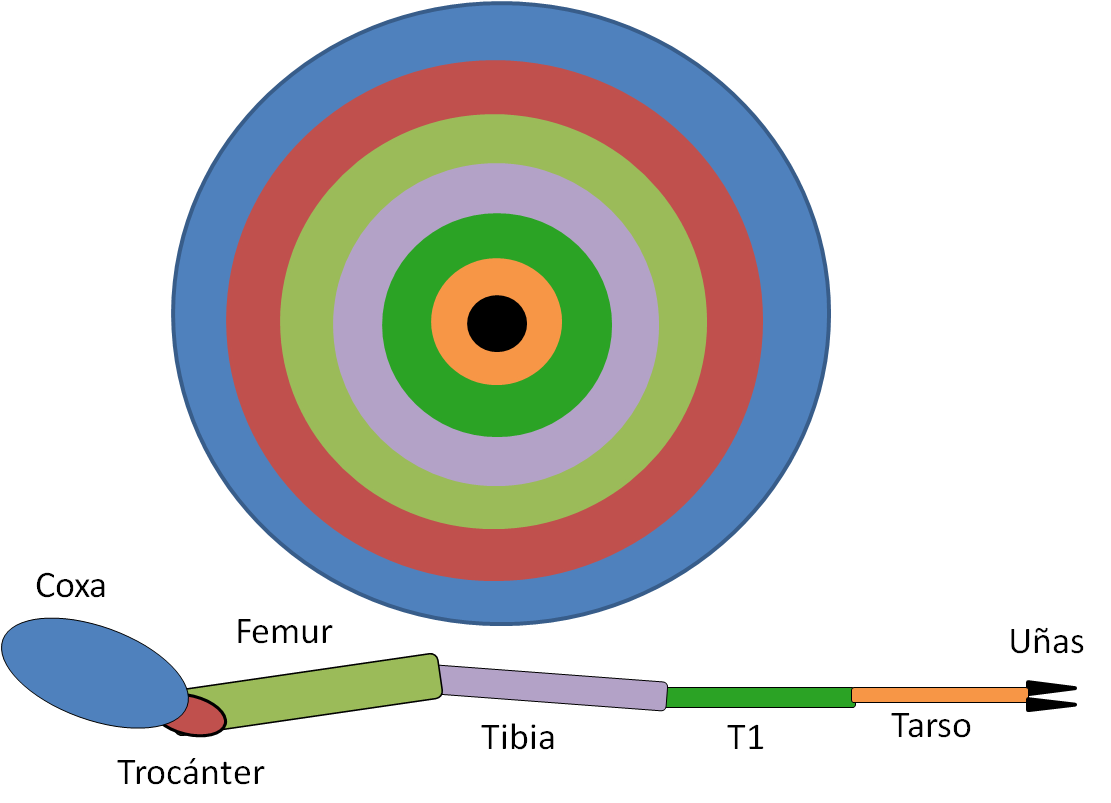
Ejemplo del disco imaginal de una pata de mosca. Se observa la determinación de las células de cada zona para formar un segmento específico del apéndice.

## Control hormonal del desarrollo de los discos imaginales
En la parte posterior del cerebro de la larva se encuentran las glándulas endocrinas llamadas la Corpora allata (CA) que segregan la hormona juvenil (HJ). Esta hormona sesquiterpena inhibe la señalización intrínseca necesaria para la morfogénesis de los discos imaginales y modula de manera independiente la acción de algunas hormonas necesarias para la ecdisis o muda en la preparación para la pupa. Esta última función se refiere a que la hormona juvenil dirige la acción de ecdisosteroides, hormonas encargadas de dirigir el proceso de muda (entre ellas la ecdisona, producida en la glándula protorácica). En este orden de ideas, la ausencia de la hormona juvenil evitará que el insecto lleve a cabo una muda y por tanto entre directamente al estadio de pupa (metamorfosis). La hormona juvenil afecta la formación y crecimiento de los discos (diferenciación temprana) que puede ser evitada con unas condiciones alimenticias apropiadas; así mismo afecta la diferenciación tardía del epitelio de los discos imaginal en una estructura compleja, en donde no se considera que los factores nutricionales tengan un papel importante.
De esta manera, durante las etapas finales de la larva, algunas células del primordio de los discos imaginales inician una transformación hacia células columnares para invaginarse y formar un gran disco invaginado hacia el tercer día del inicio de la metamorfosis. Este periodo se caracteriza por presentar una disminución drástica de los niveles de hormona juvenil, por lo cual permite el paso a pupa, sin embargo cuando la larva ha tenido al menos 4 días de inanición los niveles de hormona juvenil se mantienen muy altos y la larva no iniciará el proceso de metamorfosis. La modulación del efecto de la hormona juvenil sobre el desarrollo del disco imaginal se da a nivel de su interacción con factores de transcripción genéticos presentes en larvas que se han alimentado en el último estadio larval. Estos factores de transcripción pertenecen al complejo Broad, de la familia “zinc finger (BTB/POZ)” y en este caso es específicamente broad-z2 el que se ubica en el primordio de cada disco imaginal. La transcripción del gen de este factor proteico, broad-z2, aumenta durante las 12 horas posteriores a la ecdisis de larvas próximas a formar pupa y se mantiene en aumento 48 horas después.

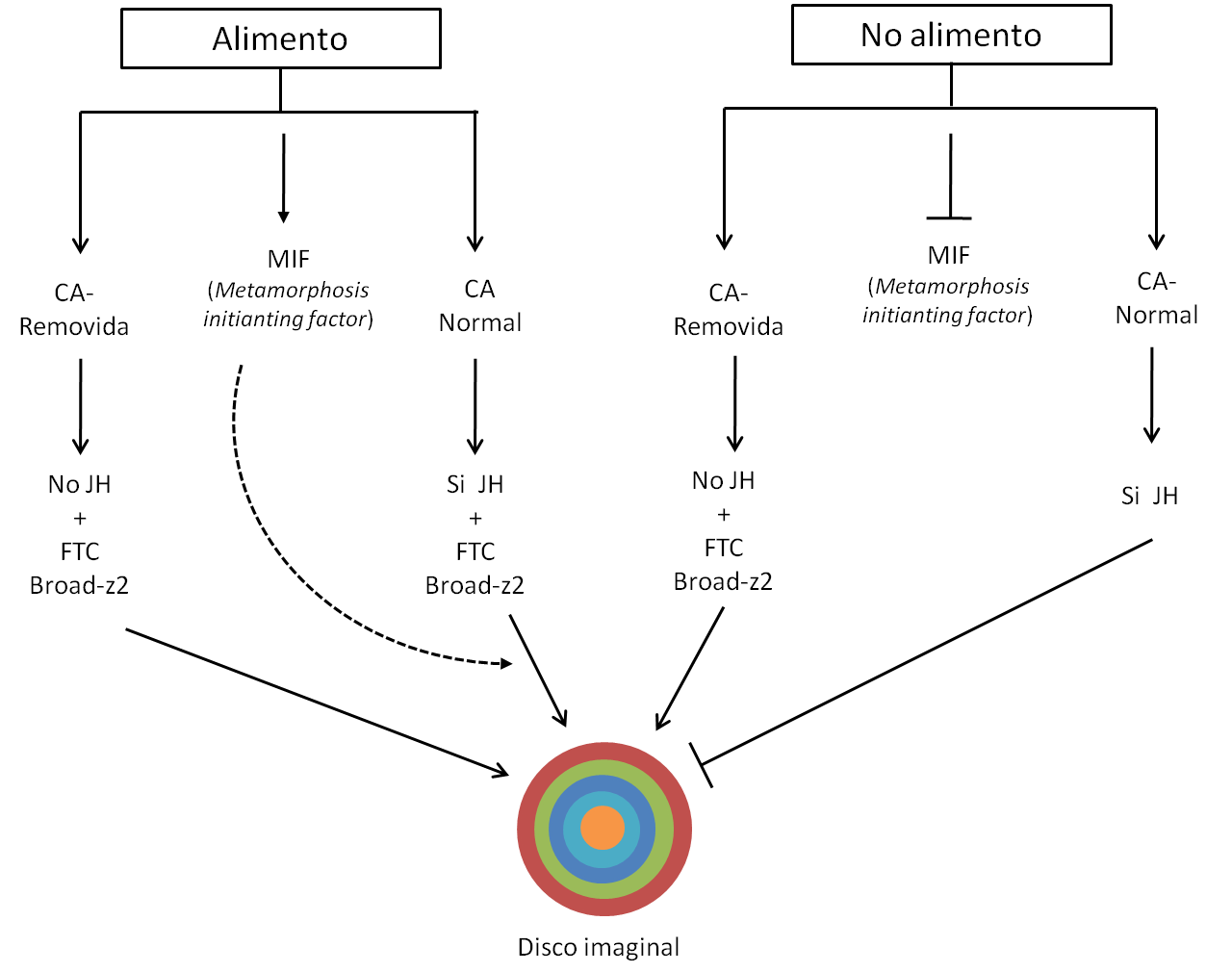
Cadena de eventos que conducirán a la supresión o activación del desarrollo del disco imaginal bajo la disponibilidad o ausencia de alimento. Basada en los experimentos de Truman y colaboradores (2006).

Estos factores de transcripción parecen estar presente también en larvas en inanición a las cuales se le ha extirpado la Corpora allata, lo que indica que la hormona juvenil tiene un efecto supresor sobre estos factores, al igual que se ha reportado en otros insectos como Drosophila melanogaster o Bombyx mori. Aunque ahora se conoce más de este proceso a nivel molecular y bioquímico, todavía no se ha dilucidado en su totalidad la cascada de eventos que llevan al desarrollo de las estructuras del adulto mediado por la disponibilidad de alimento. 

## Efecto de la nutrición sobre el sistema endocrino (hormona juvenil)
Los factores ambientales son determinantes del desarrollo de muchos organismos, en el caso de Manduca sexta, es la presencia/ausencia de alimento la que determinará la duración del estadio larval. En otras palabras, si en el último estadio larval el insecto tiene una buena disponibilidad de alimento la maquinaria celular determinará el paso al estadio de pupa que conlleva el inicio del desarrollo del disco imaginal. Si por otro lado, no hay suficiente alimento, el organismo (mediante el efecto de la hormona juvenil) se encargará de bloquear el paso a pupa y prolongará su desarrollo. Anteriormente se describió cuál es el efecto supresor de la hormona juvenil sobre factores de transcripción presentes en larvas que se han alimentado. Sin embargo, esta línea de eventos tiene más etapas de control, es decir, la alimentación también puede modular la función de la hormona juvenil. El trabajo de Truman y colaboradores (2006) con M. sexta demostró la existencia de un factor de indicación nutricional que denominaron MIF (Metamorphosis initiating factor) encargado de inhibir la acción supresora de crecimiento del disco imaginal de la hormona juvenil en larvas del último estadio. Esta última aclaración es importante pues la alimentación es incapaz de suprimir la acción de la hormona juvenil en estadios larvales tempranos, lo cual puede ser importante para que la larva complete las mudas y estadios de instar necesarios para convertirse en adulto. Existen estudios experimentales que soportan la idea de la existencia del MIF, sin embargo no se tiene certeza de su existencia en la naturaleza y si es un factor de tipo proteico u hormonal.

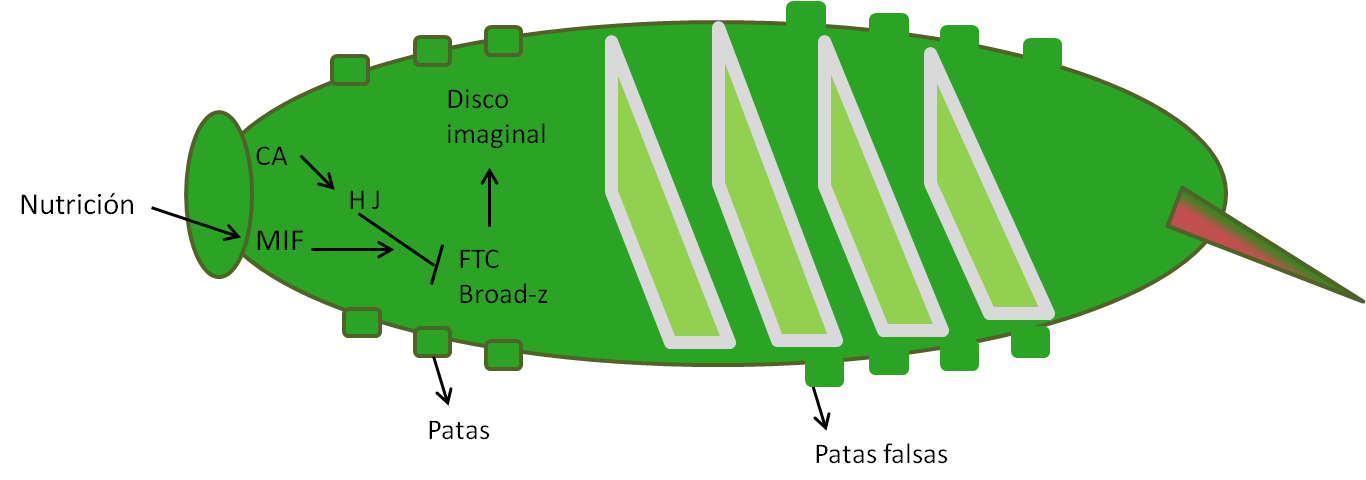
Representación simplificada del proceso que ocurre en el último instar de la larva de M. sexta antes de iniciar la metamorfosis

## En resumen
La falta de alimento evita que la larva del insecto siga con la metamorfosis para transformarse en pupa. La inanición evita el reclutamiento de células del primordio a ser células del disco imaginal invaginado en crecimiento mediante la acción de altos niveles de la hormona juvenil. La hormona juvenil contribuye con el control de la muda mediante la dirección de los ecdisosteroides, igualmente evita que se dé la transformación del primordio en disco imaginal antes de tiempo (durante las intermudas-instar) mediante la supresión de las señales morfogenéticas.